# كارول ميدلتون
كارول إليزابيث ميدلتون (من مواليد 31 يناير 1955)، هي سيدة أعمال بريطانية. وهي والدة كاثرين أميرة ويلز، وبيبا ميدلتون، وجيمس ميدلتون.

## حياتها
ولد كارول في بيريفالي ونشأت في ساوثهول، لندن، تلقت تعليمها في المدارس الحكومية قبل أن تعمل كسكرتيرة. انضمت إلى الخطوط الجوية البريطانية وعملت كمضيفة طيران حتى زواجها من مايكل ميدلتون، أحد أفراد عائلة ميدلتون. في عام 1987 أسست كارول شركة Party Pieces وهي شركة لتوريد مستلزمات الحفلات عبر البريد. أحفادها الثلاثة الأوائل الأمير جورج والأميرة شارلوت والأمير لويس هم الثاني والثالث والرابع في ترتيب ولاية العرش البريطاني على التوالي. تقيم عائلة كارول في بوكلبوري مانور، في بيركشاير.

## وصلات خارجية
- كارول ميدلتون على موقع IMDb (الإنجليزية)